# 南刘集乡
南刘集乡，是中华人民共和国江苏省宿迁市泗阳县下辖的一个乡镇级行政单位。2020年7月，撤销王集镇、南刘集乡，设立新的王集镇。以原王集镇、南刘集乡的行政区域为王集镇行政区域。

## 行政区划
南刘集乡下辖以下地区：
刘集社区、庄滩村、庄黄村、河边村、新华村、花井村、石渡村、石圩村和赵陈村。